# Cot Kreh
Cot Kreh is een bestuurslaag in het regentschap Pidie van de provincie Atjeh, Indonesië. Cot Kreh telt 458 inwoners (volkstelling 2010).